# Discoglypremna caloneura
Discoglypremna caloneura là một loài thực vật có hoa trong họ Đại kích. Loài này được (Pax) Prain mô tả khoa học đầu tiên năm 1911.